# Tianwen-1
Tianwen-1 (TW-1; în chineză simplificată: 天问; chineză tradițională: 天問; literal: „întrebări către cer”) este o misiune interplanetară a Administrației spațiale a Chinei de a trimite o navă spațială robotică pe Marte, formată dintr-un orbitator, o cameră foto, un lander și un rover. Nava spațială, cu o masă totală de aproape cinci tone, este una dintre cele mai grele sonde lansate spre Marte și transportă 13 instrumente științifice.
Misiunea a fost lansată cu succes de la Centrul de Lansări Spațiale Wenchang, la 23 iulie 2020, pe un vehicul de lansare Long March 5. După 7 luni de călătorie, a intrat pe orbita în jurul planetei Marte la 10 februarie 2021. Pentru următoarele 3 luni, sonda spațială a studiat de pe o orbită de recunoaștere, locul țintă pentru aterizarea landerului și roverului; la 14 mai a început faza de aterizare cu eliberarea capsulei care conținea landerul și roverul. Capsula a făcut o intrare atmosferică urmată de o fază de coborâre cu parașuta, după care landerul a folosit retro-propulsie pentru a face o aterizare ușoară pe Marte la ora 23:18 UTC. La 14 mai, odată cu aterizarea reușită,China a devenit a treia națiune care a reușit să facă o aterizare ușoară pe Marte, după Uniunea Sovietică și Statele Unite.
La 22 mai 2021, roverul Zhu Rong a coborât pe rampele de coborâre de pe platforma sa de aterizare până la suprafața lui Marte și a început primul drum pe solul marțian, trimitând înapoi pe Pământ primele imagini ale landerului singur fără rover. După desfășurarea cu succes a roverului, China a devenit a doua națiune care a realizat acest lucru, după Statele Unite, și prima națiune care orbitează, aterizează și eliberează un rover în prima sa misiune pe Marte.
Obiectivele științifice ale misiunii se referă la geologia planetei Marte, prezența actuală și din trecut a apei, structura internă a planetei, identificarea mineralelor și diferitelor tipuri de roci la suprafață, precum și caracterizarea mediului spațial și atmosfera lui Marte.
Misiunea Tianwen-1 a fost a doua dintre cele trei misiuni spațiale trimise spre Marte în timpul ferestrei de lansare din iulie 2020, cu misiuni lansate și de agențiile spațiale naționale din Emiratele Arabe Unite (orbitatorul Hope) și Statele Unite (Mars 2020 cu roverul Perseverance și elicopterul dronă Ingenuity).

## Nume
Numele Tianwen, care înseamnă „întrebări către cer” sau „căutarea adevărului ceresc”, provine din lungul poem cu același nume scris de Qu Yuan (aproximativ 340-278 î.Hr.), un poet al Chinei antice.

### Denumirea roverului
Un vot online privind preferințele publice pentru numele roverului a avut loc în perioada 20 ianuarie 2021 – 28 februarie 2021. Numele Zhu Rong a fost clasat pe locul 1 cu 504.466 voturi. La 24 aprilie 2021, Agenția spațială a Chinei a anunțat că roverul misiunii se va numi Zhu Rong, care face referire la o figură mitologico-istorică din folclorul chinez asociat de obicei cu focul și lumina. 